# Паенк, Эгон
Эгон Паенк (нем. Egon Pajenk; 23 июля 1950, Фонсдорф, Мурталь — 19 августа 2022) — австрийский футболист, игравший на позиции защитника.

## Биография

### Игровая карьера
Начинал карьеру в клубе «Фонсдорф». В 1970 году присоединился к венскому «Рапиду», в составе которого отыграл 10 сезонов и выиграл два Кубка Австрии в 1972 и 1976 годах. Всего во всех турнирах в общей сложности Паенк сыграл за «Рапид» 322 матча и забил 20 голов.
В 1979 году перешёл в «Адмиру Ваккер Мёдлинг», в котором играл в течение одного сезона.

### Смерть
Скончался 19 августа 2022 года в возрасте 72 лет после продолжительной болезни.

## Достижения
«Рапид» (Вена)
- Обладатель Кубка Австрии (2): 1971/72, 1975/76